# Sultanovići (Republika Serbska)
Sultanovići (cyr. Султановићи) – wieś w Bośni i Hercegowinie, w Republice Serbskiej, w mieście Zvornik. W 2013 roku liczyła 171 mieszkańców.